# Кувелиоту, Хриса
Хри́са Кувелио́ту (греч. Χρύσα Κουβελιώτου, англ. Chryssa Kouveliotou; род. 1956, Афины, Аттика, Греция) — американский учёный греческого происхождения, один из ведущих в мире специалистов в области астрофизики высоких энергий, бывший ведущий научный сотрудник Центра космических полётов имени Джорджа Маршалла при NASA (до 2015 года), профессор астрофизики физического факультета Университета Джорджа Вашингтона. Была главным исследователем в многочисленных научных проектах в США и Европе, а также инициатором международных проектов. За свои передовые исследования и фундаментальный вклад в астрономию и астрофизику, в частности за значительные достижения и открытия при изучении гамма-всплесков и магнитаров, была удостоена Премии Декарта (2002), Премии Бруно Росси (2003), Премии Дэнни Хайнемана в области астрофизики, медали NASA «За исключительные заслуги» (2012) и др. Член Национальной академии наук США (2013), Американской академии искусств и наук, Американского физического общества, а также иностранный член Королевской академии наук и искусств Нидерландов (2015), член-корреспондент Афинской академии наук (2016) и др. В 2012 году журнал «Time» поместил имя Кувелиоту в список 25 самых влиятельных людей в области изучения космического пространства. Входит в десятку самых цитируемых в мире учёных в области науки о космосе.

## Биография

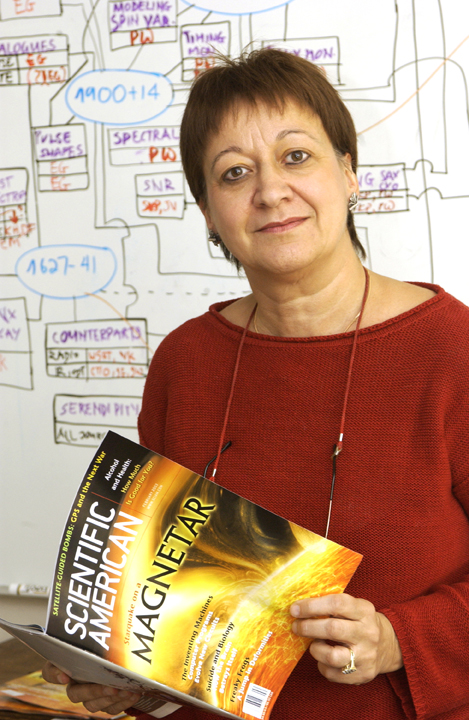
Хриса Кувелиоту

Родилась в 1956 году в Афинах (Аттика, Греция). С дошкольных лет увлекалась астрономией. Воодушевлённая достижением американского астронавта Нила Армстронга, в 1969 году впервые ступившего на поверхность Луны, Хриса захотела стать астронавтом. Так как в Греции не была развита эта область, то её конечный выбор пал на астрономию.
В 1975 году окончила Афинский национальный университет имени Каподистрии со степенью бакалавра наук в области физики.
В 1977 году получила степень магистра наук в области астрономии в Сассекском университете (Великобритания). Диссертация Кувелиоту называлась «The Sodium emission cloud around Io: mapping and correlation with Jupiter’s magnetic field».
В 1981 году окончила Мюнхенский технический университет (Германия), получив степень доктора философии в области астрофизики. Является, вероятно, первым в мире учёным, получившим докторскую степень в области изучения гамма-всплесков.
В 1982—1994 годах преподавала физику и астрономию в Афинском национальном университете имени Каподистрии. Каждый свой отпуск посещала США, будучи приглашённым учёным Центра космических полётов Годдарда при NASA. Впоследствии переехала работать в США.
В 2004—2015 годах работала в Центре космических полётов имени Джорджа Маршалла в NASA (с 2013 года — ведущий научный сотрудник Управления науки и технологии, исследования в области астрофизики высоких энергий).
Автор многочисленных публикаций в рецензируемых научных журналах, в том числе посвящённых изучению рентгеновских двойных звёзд, солнечных вспышек и слияния галактических кластеров.
Член многочисленных международных консультативных комитетов, советов и рецензионных комиссий различных организаций, включая NASA и Европейское космическое агентство.

## Научно-исследовательская деятельность и достижения
С 1991 года, будучи научным сотрудником NASA, Кувелиоту проводила обширные исследования в области ряда астрономических явлений, включая чёрные дыры, нейтронные звёзды и гамма-всплески (ГВ). В частности она являлась членом научных групп регистратора ГВ GBM, космической обсерватории NuSTAR, космического аппарата ISEE-3, спутника SolarMax и монитора BATSE. Её значительный вклад в астрономию и астрофизику углубил научное понимание транзиентных явлений в Галактике Млечный Путь и во Вселенной. Помимо установления специфических свойств ГВ, в 1997 году Кувелиоту участвовала в исследованиях, благодаря которым был установлен внегалактический характер источников ГВ. В 1998 году она и её команда также впервые подтвердили обнаружение сверхплотных нейтронных звёзд, названных магнитарами.
В последние годы при поддержке NASA участвует в реализации миссии «Афина», являясь членом двух рабочих групп. Запуск космического телескопа планируется в 2028 году.

## Членство в организациях

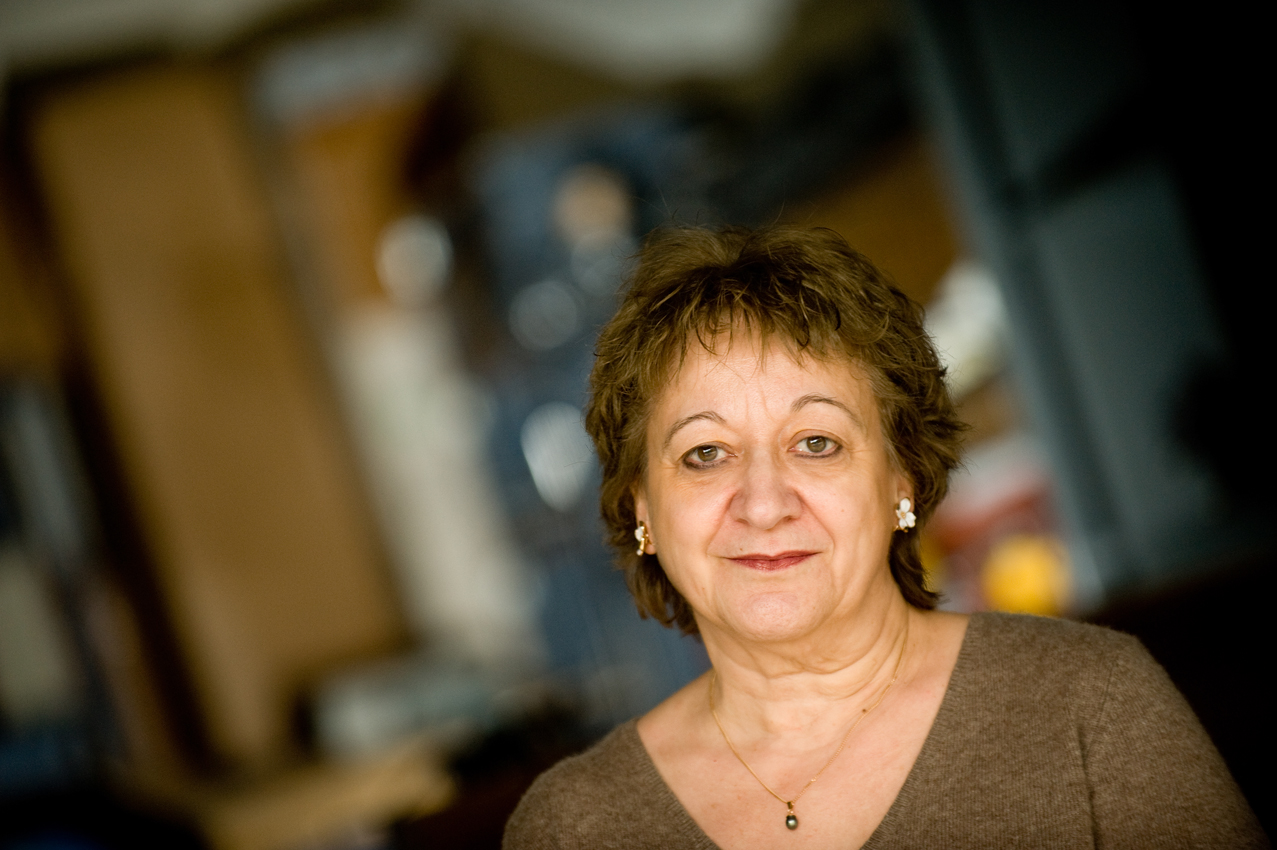
Хриса Кувелиоту

- действительный член Американского физического общества (APS)[26];
- председатель Отдела астрофизики APS (в прошлом);
- член комитета по номинациям APS (2015)[27];
- вице-президент Американского астрономического общества (AAS) (2013—2016)[28];
- вице-председатель (1995—1996, 2008—2009), председатель (2010—2012) и бывший председатель (2012—2014) Отдела астрофизики высоких энергий AAS[29];
- член Национальной академии наук США (NAS)[30];
- член Комитета по астрономии и астрофизике NAS (в прошлом);
- член Международного союза теоретической и прикладной физики (IUPAP)[31][32];
- действительный член Американской ассоциации содействия развитию науки (AAAS) (секция астрономии)[33][34];
- член Афинской академии наук[13][35];
- иностранный член Королевской академии наук и искусств Нидерландов (2015)[12];
- член Европейского космического агентства (ESA);
- член Международного астрономического союза (IAU)[36];
- президент Отдела астрофизики высоких энергий и фундаментальной физики IAU[36];
- член Американской академии искусств и наук[11];
- член Совета Американской ассоциации наблюдателей переменных звёзд (AAVSO)[6];
- и др.[37]

## Награды и премии
- 2002 — Премия Декарта (совместно с Эдом ван ден Хёвелем и др.)[6];
- 2003 — Премия Бруно Росси (совместно с Робертом Данканом[англ.] и Кристофером Томпсоном)[7];
- 2005 — NASA Space Act Award[38];
- 2012 — Премия Дэнни Хайнемана в области астрофизики[39];
- 2012 — Медаль NASA «За исключительные заслуги»[40];
- почётный доктор Сассекского университета (2014)[2];
- почётный доктор Амстердамского университета (2014)[41].
- Премия Шао (2021)

## Личная жизнь
В 1992—1999 годах была замужем за известным нидерландским астрофизиком Яном ван Парадейсом.